# No One Gonna Love You
No One Gonna Love You è un singolo della cantante e attrice statunitense Jennifer Hudson, pubblicato nel 2011 ed estratto dall'album I Remember Me.
La canzone è stata scritta e prodotta da Rich Harrison.

## Video
Il videoclip del brano è stato diretto da Diane Martel.

## Tracce
- Download digitale

1. No One Gonna Love You - 3:48